# Robert Bober
Pour les articles homonymes, voir Bober.
Robert Bober est un réalisateur et écrivain français né le 17 novembre 1931 à Berlin. Il est l'auteur de dizaines de films documentaires, réalisés seul ou en compagnie de Pierre Dumayet. Son premier roman, Quoi de neuf sur la guerre ?, a reçu le prix du Livre Inter en 1994.

## Biographie
Robert Bober naît à Berlin en 1931 de parents juifs d'origine polonaise. Sa mère vient de Przemyśl, son père de Radom. La famille, fuyant le nazisme, se réfugie en France en 1933 et s'installe à Belleville. En 1937, son père ouvre une boutique de cordonnerie au n° 30 de la rue de la Butte-aux-Cailles. Un de ses clients, le commissaire de police du quartier, le prévient en juillet 1942 de l'imminence de la rafle du Vel'd'Hiv. La famille se cache et Robert est mis sous un faux nom en pension à Clamart avec sa sœur. Son copain Henri Beck, le fils des épiciers du n° 7, est déporté à 11 ans. Bober l'évoque plus tard dans Berg et Beck.
À 15 ans, Robert Bober est apprenti tailleur, puis obtient le diplôme d'une école de coupe. En 1951, il devient éducateur au manoir d'Andrésy, qui accueille des enfants de déportés. Il y apprend la poterie, et vend ses productions. Naturalisé à l'âge de 24 ans, il réussit à se faire réformer de l'armée pour ne pas être envoyé en Algérie.
À la fin des années 1950, il répond à une petite annonce de François Truffaut, qui cherche un éducateur pour s'occuper des enfants présents sur le plateau de tournage des Quatre cents coups. Truffaut l'embauche comme assistant pour Tirez sur le pianiste et Jules et Jim.
Robert Bober entre à la télévision en 1963. Il y travaille avec Jean-Christophe Averty et Marcel Bluwal. Il commence une longue collaboration avec Pierre Dumayet : pendant près de 40 ans ils réalisent ensemble des émissions comme Lectures pour tous ou des épisodes d'Un siècle d'écrivains.
Le premier documentaire personnel de Robert Bober, Cholem Aleichem, un écrivain de langue Yiddish, est diffusé en 1967. C'est à l'occasion d'une projection de son Réfugié provenant d'Allemagne, apatride d'origine polonaise qu'il rencontre Georges Perec. Leurs préoccupations, la mémoire, l’exil, la judéité, étaient proches, ils décident de faire un film en commun : Récits d'Ellis Island, qui sort en 1980. Robert Bober tourne en 1982 En remontant la rue Vilin sur les lieux de l'enfance de Perec, récemment décédé.
C'est ce même Perec qui avait conseillé à Robert Bober de se lancer dans l'écriture. À 62 ans, il publie en 1993 Quoi de neuf sur la guerre ? qui reçoit le Prix du Livre Inter. Ce premier ouvrage est suivi de plusieurs autres.
Robert Bober est veuf depuis le décès de son épouse, Hélène, en 2021.

## Œuvre
Toute l’œuvre de Bober est portée par un souci de mémoire, et surtout de transmission.

### Films
Robert Bober entre à la télévision porté par l'envie de faire des documentaires : à l'époque il n'y en avait pas au cinéma. Une de ses caractéristiques est de mêler photos et documents aux images animées.
La génération d'après, dédié à un orphelin de quatre ou cinq ans qui refuse les consolations de la camaraderie et de l'oubli, filme les réponses de cinq femmes aux questions :  Comment devient-on adulte quand on a été privé d'enfance ? Comment élève-t-on ses enfants quand on n'a pas grandi entre un père et une mère ?
Dans La cloche et ses clochards, illustré par des photos de Doisneau, Bober s'intéresse aux raisons qui ont conduit ces hommes et ces femmes à vivre dans la rue. Le clochard par vocation n'existe plus. La " cloche " est à présent un sous-prolétariat d'êtres désaxés par l'alcoolisme, la misère ou la guerre d'Indochine.
Pour Réfugié provenant d'Allemagne, apatride d'origine polonaise, Bober retourne à Radom, d'où son père est originaire, à la rencontre de lui-même, de son identité, de ses origines. Il ne reste pas de trace du judaïsme en Pologne, mais il en garde la trace en lui, sans que « sa recherche ne se réduise à un désir d'introspection, plus ou moins narcissique. »
Récits d'Ellis Island mène Bober et Perec sur l'île où sont passés quelques millions d'émigrants aux États-Unis. La première partie, intitulée Traces, restitue à l’aide de textes, de documents, de photographies, ainsi qu’à travers une visite guidée du musée d’Ellis Island, ce que fut la vie quotidienne dans ce lieu de transit. La  seconde partie, intitulée Mémoires, est composée de onze entretiens avec d’anciens émigrants en provenance d’Europe, tous filmés dans leur living room, en éclairage naturel, sans que les bruits de fond, ni les répétitions ou les silences, soient coupés. Pour Perec, « Ellis Island nous apparut alors comme le lieu même où venaient s'inscrire les thèmes et les mythes autour desquels s’articulait la recherche de notre identité. » 
Dans Vienne avant la nuit, Bober part sur les traces de son arrière-grand-père. Ferblantier, celui-ci fuit en 1903 la Pologne pour les États-Unis mais se fait refouler à Ellis Island : pendant le voyage car il avait contracté le trachome, une maladie très contagieuse. Il retourne en Europe, s'installe à Vienne, où il meurt en 1929. « Bober s’identifie pleinement et intimement à cette culture juive qu’il exhume. Sa voix off fait résonner un texte à la tonalité intime et mélancolique, établissant de nombreuses passerelles entre mémoire et histoire, comme autant de strates dans la « recollection » du temps. »

### Livres
À propos de son travail de romancier, Robert Bober déclare ne pas penser comme un écrivain mais comme « un cinéaste qui écrit des livres ». Pour lui, « il est plus important d'être juste que d'être vrai », car la fiction recèle une puissance d'évocation supérieure à la mise à plat documentaire .
Quoi de neuf sur la guerre ?, qui se déroule en 1946, met en scène les différents corps de métiers d'un atelier de confection pour dames. C'est « un vibrant et singulier hommage à tous les humbles qui ont échappé à la Shoah et tentent de réapprendre à vivre et à rire en retrouvant ce que l'existence peut offrir de simple et de beau. »
Dans Berg et Beck, Robert Bober évoque son ami d'enfance Henri Beck, déporté à l'âge de 11 ans, puis ses années au manoir d'Andrésy, en compagnie d'orphelins juifs qui tentent d'« d'apprivoiser leur propre tragédie. ».
Les personnages de Laissées-pour-compte sont trois vestes douées de pensée, baptisées d'après les noms de chansons en vogue et qui, d'abord suspendues au plafond de l'atelier de confection, finissent par vivre des existences séparées.
Roman en flash-back, On ne peut plus dormir tranquille quand on a une fois ouvert les yeux met en scène un certain Bernard Appelbaum, qui rencontre son ancien moniteur de colonie de vacances, devenu assistant de François Truffaut. Se superposent des événements familiaux, des mythes historiques, des faits littéraires ou cinématographiques, et la coïncidence des destins d'hommes et de femmes qui ne se connaissaient pas.
Le livre Vienne avant la nuit reprend, en l'allongeant, le commentaire en voix-off du film éponyme.
Par instants, la vie n’est pas sûre se présente comme une lettre adressée à Pierre Dumayet, avec qui Robert Bober a tourné une cinquantaine de documentaires. Il y évoque Robert Doisneau, André Schwarz-Bart, connu à l'atelier de confection, le singe Jojo qui écoute Dumayet lire à haute voix des passages de Pierrot mon ami, les émissions de Lectures pour tous où pour la première fois on voyait des visages d'écrivains en gros plan et ReLectures pour tous, où Dumayet regarde sur un écran Marguerite Duras dans l’émission de 1991 regardant sur une TV son interview dans l’émission de 1966.
Il y a quand même dans la rue des gens qui passent poursuit la conversation avec Dumayet. Comme dans le livre précédent, photos, dessins, montages, affiches, évoquent les êtres qui ont marqué Bober et les écrivains qui l’ont nourri. Il imagine son enterrement au cimetière de Bagneux et rend hommage à son épouse Hélène.

## Œuvres littéraires
- Quoi de neuf sur la guerre ?, P.O.L, 1993[11],[19]
- Berg et Beck, P.O.L,1999[12]
- Laissées-pour-compte, P.O.L., 2005[20],[15]
- On ne peut plus dormir tranquille quand on a une fois ouvert les yeux, P.O.L, 2010[16]
- Vienne avant la nuit, P.O.L, 2017[21]
- Par instants, la vie n’est pas sûre, P.O.L, 2020[3],[22],[23],[24]
- Il y a quand même dans la rue des gens qui passent, P.O.L, 2023[18],[25],[26],[27]

## Filmographie

### Principales réalisations
- Cholem Aleichem, un écrivain de langue yiddish, 1967
- La Petite ceinture, 1967
- La génération d'après, 1971[5]. Extrait en ligne. « Voir en ligne »
- La cloche et ses clochardes, 1972[6]. Extrait en ligne
- T'es un adulte, toi ![28], 1972. « Voir en ligne »
- Anne-Marie et Brigitte internes à Villeneuve-de-Berg, 1973. « Voir en ligne »
- Face à la crise, des patrons parlent, 1974[29]
- En semi-liberté, 1975. Voir en ligne
- Réfugié provenant d'Allemagne, apatride d'origine polonaise, 1975[30]
- Adresse provisoire, Les Molines, 1977[31],[32]
- Baptistine, 1978
- Il n'y a plus de terrains vagues, 1979. « Voir en ligne »
- Récits d'Ellis Island, texte de Georges Perec, 1980[33],[34]. Voir en ligne
- Les Instituteurs, 1981. « Voir en ligne »
- Quatre jours avec André Masson, 1982
- T'as pas changé, 1982. Voir en ligne
- En remontant la rue Vilin, 1992[35]. Voir en ligne
- L'ombre portée, 1993
- Erri de Luca, 2002
- ReLectures pour tous, 2006. Voir en ligne
- Lettres d'enfants cachés, 2016. Voir en ligne
- Vienne avant la nuit, 2017[21]. Bande annonce

### Documentaires avec Pierre Dumayet
Une quarantaine de documentaires avec Pierre Dumayet, dont :
- George Sand : le compagnon du tour de France, 1982
- Mes amis, de Emmanuel Bove, 1983
- Qu'est-ce-qui se passe avec la culture ? 1987
- Les droits de l'homme et le droit de la femme, 1989
- La méfiance, 1989
- Le propre et le sale, 1989
- La terre, 1989
- Vive Tolstoï et vive Shakespeare, 1989
- Perec, Flaubert, Dumas, Poussin, Henri Michaux, Chagall-Proust, (séries « Lire et écrire » et « Lire et relire »), 1990-1994
- Pierrot mon ami de Raymond Queneau, 1993
- Queneau, Proust, Tardieu, Valéry, Supervielle, Reverdy, Louÿs, Balzac (série « Un siècle d'écrivains »), 1998-2000
- Les naissances de l'écriture, 1997
- À la lumière de "J'accuse", 1999[38]
- Flaubert, Van Gogh, Dostoïevski (série « Correspondances »), années 2000
- Dostoïevski, 2009
- Henri Michaux, 2009

## Distinctions

### Décoration
- Chevalier de l'ordre des Arts et des Lettres.

### Récompenses
- Récits d'Ellis Island, texte de Georges Perec (1979), prix du Festival de Florence 1980
- Prix Charles Brabant de la Société Civile des Auteurs Multimédia pour l'ensemble de son œuvre en 1991[39]
- En remontant la rue Vilin (1992), Fipa d'argent 1992[40]
- Quoi de neuf sur la guerre ? (1993), prix du Livre Inter 1994[41]

## Adaptations

### Théâtre
- Quoi de neuf sur la guerre ?, mise en scène de Charles Tordjman, avec François Clavier, 1995[42]
- Berg et Beck, adaptation de Robert Bober, mise en scène de François Clavier, 2001, Théâtre de la Manufacture
- Ellis Island, mise en scène de Matthias de Koning,Théâtre Garonne, 2014

### Cinéma
- Un monde presque paisible de Michel Deville, 2002. (Adaptation de Quoi de neuf sur la guerre ?)[43],[44]

### Ouvrages
- Jean Bardet, Lecture accompagnée de Quoi de neuf sur la guerre ?, La Bibliothèque Gallimard, 2000 (ISBN 978-207-041495-6)[11]

### Articles
- Christian Delage, Vincent Guigueno, « L’Histoire, avec sa grande Hache », dans L'Historien et le film, Gallimard, coll. « Folio Histoire », 2018 (ISBN 978-2-07-279744-6, lire en ligne)
- Marie-Françoise Lévy, « La mémoire n'est pas chronologique », Sociétés et représentations, no 38,‎ 2014 (lire en ligne)
- Hélène Scavone, « La musique des absents dans l’œuvre de Robert Bober », Littératures, no 88,‎ 2023 (lire en ligne)

### Audio
- Les mots immortels de Robert Bober, France Inter, décembre 2020 (54 min). Écouter en ligne

- Il est plus important de réparer le passé que de créer, France Inter, janvier 2021 (109 min). Écouter en ligne.

- Les mémoires à l’œuvre de…Robert Bober, Mémoire en jeu, 2022. Quatre entretiens : Enfances (30 min), Rencontres et amitiés (38 min), Écritures littéraires et cinématographiques (35 min), Enquête (20 min). Écouter en ligne.
- Dans la bibliothèque de Robert Bober, France Culture, décembre 2023 (62 min). Écouter en ligne
- Ellis Island, le lieu de passage, France Culture, mars 2024, (60 min). Écouter en ligne
- Robert Bober, le monde et le puzzle, France Culture, mai 2024[45]
  - Un petit juif de l'Est (29 min). Écouter en ligne
  - Tailleur, potier, éducateur (29 min). Écouter en ligne
  - De Harpo à Truffault (28 min). Écouter en ligne
  - Des films sur mesure (29 min). Écouter en ligne
  - Le bruit des souvenirs (29 min). Écouter en ligne

### Vidéo
- Rencontre entre Rachel Ertel et Robert Bober, Mémoires en jeu, 2023 (95 min). Voir en ligne
- Robert Bober et Jean-Claude Grumberg, histoire d'une amitié, Mémoires en jeu, 2024 (107 min). Voir en ligne.